# E-Tower
E-Tower er en 148 meter høj skyskraber i São Paulo.
23°35′37.93″S 46°41′23.88″V / 23.5938694°S 46.6899667°V